# التنمر في الطب
يعد التنمر في مهنة الطب أمر شائع، لا سيما من الطلاب أو الأطباء المتدربين، ويُعتقد أن سببه (ولو بشكل جزئي) هو التنظيم الهرمي وطرق التدريس التقليدية المحافظة لمهنة الطب والتي قد تؤدي إلى دورة من التنمر.
ينجذب المتنمرون (وفقا لفيلد) إلى مهن الرعاية والاهتمام، مثل مهنة الطب، وذلك بسبب وجود فرص لممارسة السلطة على المرضى والموظفين والطلاب.
على الرغم من شيوع الصورة النمطية للضحية على أنه شخص ضعيف يستحق التنمر بطريقة ما، فإن هناك أدلة متزايدة على أن المتنمرين المدفوعين غالبًا بالغيرة والحسد يختارون الطلاب الأفضل أداءً والأكثر مهارة، والذي يُمثل حضورهم تهديدا كافياً لجعل المتنمر يشعر بعدم الأمان، وعادة ما تكون الضحية من المتفوقين الأكاديميين كما أنه من المرجح أن يكونوا في قمة الصف طوال سنوات دراستهم. ونظرًا لأن طلاب الطب يضطرون للتنافس بين بعضهم البعض، فإن هذا قد يخلق في بعض الأطباء المتدربين حرصا على التميز من وسط جموع زملائه، ومن ثم يستخدم بعض الطرق الملتفة للحصول على اعتراف أكاديمي.
دُرست مشكلة إساءة معاملة طلاب الطب والتنمر عليهم بشكل منهجي، وتم الإبلاغ عنها في دراسة JAMA عام 1990 من قبل طبيب الأطفال هنري ك. سيلفر، الذي وجد أن 46.4% من الطلاب في إحدى كليات الطب تعرضوا للإساءة في مرحلة ما خلال دراستهم؛ وعندما كبروا في السن واصبح تحتهم مرؤسين فإن هذا الرقم وصل إلى 80.6%.
في اختبار أجري عام 2002 تم اختيار 594 من أعضاء BMA بشكل عشوائي لإكمال عملية مسح للتنمر، وأفاد 220 من 594 من صغار الأطباء أنهم تعرضوا للتنمر في العام السابق. وأفاد هذا المسح عن عدم وجود تباين في رتبة الوظيفة أو العمر.

## علم النفس
يقول علم النفس بأنه يجب السيطرة على التهديدات (مثل التعرض للنقص) وإخضاعها بقوة. وقد اقترحت بعض الآليات النفسية مثل الانتقال والإسقاط في محالة لشرح سلوكيات التنمر، حيث يُسقط أو يُنقل المتنمر إحساسه بعدم الكفاية الشخصية إلى الضحية؛ من خلال جعل الضحية يشعر بالتبعية وعدم الكفاية، ومن ثم يبرر المتنمر إحساسه بالنقص.
تُمثل الإزاحة آلية دفاع نفسي أخرى يمكن لها أن تفسر نزوع العديد من اختصاصيي الطب إلى التنمر على الطلاب، الأمر الذي قد يحدث على مستوي العقل الباطن (اللاواعي). حيث تتضمن الإزاحة إعادة توجيه الشعور (مثل العدوان) نحو هدف بديل لكنه ضعيف. يمكن لهذا الهدف أن يكون شخصًا أو كائنًا آخر كبديل رمزي. ويمكن للإزحة أن تكون سلسلة من ردود الفعل يصبح فيها الفرد (عن غير قصد) ضحية وجلاد في ذات الوقت. فمثلا يُمكن أن يعاني الطبيب المقيم من الضغط مع مرضاه أو في المنزل، ولكن لا يمكنه التعبير عن هذه المشاعر تجاه المرضى أو تجاه أفراد عائلته، فيقوم بتوجيه (إزاحة) هذه المشاعر السلبية تجاه الطلاب الضعفاء في شكل ترهيب أو تحكم أو إخضاع. فيتصرف الطلاب بشكل متهور تجاه المرضى، ويوجهون العواطف التفاعلية التي لا يمكنهم توجيهها إلى الطبيب المقيم (المتنمر) نحو أشخاص أو كائنات أكثر ضعفًا.
وبعيدًا عن تداعيات التنمر على الضحايا فإنه يشكل في الطب لسلامة المرضى، لأنه يعيق الإحساس بالزمالة والتعاون الضروري للعمل الجماعي، ويقطع الاتصال، ويقوض الروح المعنوية، ويمنع الامتثال للممارسات الجديدة وتنفيذها. 

### دورة التنمر
يتدرب طلاب الطب عادة في مؤسسات لديها تنظيم هرمي منظم للغاية، وتضمن طرق التدريس عادةً التدريس نوعا من الترهيب والإذلال. [بحاجة لمصدر] وقد تعزز مثل هذه الممارسات ثقافة التنمر وتأسيس دورة تنمر تشبه دورات الإساءة الأخرى التي يقوم فيها الضحايا (الذين تعرضوا للإساءة) بإساءة معاملة الآخرين عندما يصبحون أكبر. وقد قام عدد من الأطباء بإبلاغ الجمعية الطبية البريطانية أنهم يتعرضون للتنمر بشكل متزايد، وهذا التنمر غالبًا من قبل زملائهم الأكبر سنًا والأعلى منصبا، والذين (بدورهم) تعرضوا لمعاملة سيئة عندما كانوا صغارًا.
يروي الطبيب جوناثان بيلسي في رواية رمزية منشورة في AMA Virtual Mentor بعنوان التدريس عن طريق الإذلال قائلا: «مهما قمت بتقديم حالة مريضك بشكل جيد، ففي لحظة ما أثناء تقديمك للحالة سوف تعطي فيها الفرصة للأستاذ المتنمر ليكشف فيها عن أوجه قصورك، والذي قد يكون بسبب نقص في معلوماتك الطبية؛ أو في السؤال الذي نسيت طرحه على المريض والذي كان سيكشف (لو كان طرح على المريض) عن سبب المشكلة، أوعدم كفاءتك في استنباط العلامات السريرية المطلوبة. وفي الأوقات التي كنت أغطي فيها كافة الجوانب والقواعد السريرية كان الأستاذ يلتفت لي ويعنفني بسبب حضوري محاضرته مرتديا قميصًا منقوشًا يرى أنه لا يصلح لطبيب طموح.» 

## التأثير
يمكن أن يقلل التنمر بشكل كبير من الإشباع الوظيفي، ويزيد من الضغط الناجم عن العمل؛ كما أنه يؤدي إلى تدني الثقة بالنفس والاكتئاب والقلق والرغبة في ترك العمل. كما يساهم المتنمرون في ارتفاع معدلات تنقل الموظفين، وارتفاع معدلات الإجازات المَرضية وضعف الأداء وانخفاض الإنتاجية وضعف روح الفريق، وفقدان الموظفين المدربين. مع ما يترتب على ذلك من آثار على استخدام واستبقاء الكادر الطبي.
يرتبط التنمر المزمن الحالي بحالة صحية أكثر سوءا،  وذلك فقًا لبحث أجرته لورا م.بوجارت، أستاذة طب الأطفال المساعدة في كلية الطب بجامعة هارفارد.
حيث أظهرت الدراسات المستمرة إصابة الأطباء بأعلى معدلات الاكتئاب والانتحار مقارنة بالعاملين في مجالات أخرى، وقد زادت نسبة الافكار الانتحارية بما يصل إلى 40٪ للأطباء الذكور و130٪ للأطباء الإناث.   وقد تتبع البحث بداية هذا الاختلاف إلى السنوات المنقضية في كلية الطب. ووُجد أن ملفات تعريف للصحة العقلية للطلاب الملتحقين بكلية الطب تكون مماثلة لملفات أقرانهم الملتحقين بكليات أخرى، ولكنهم في نهاية المطاف يعانون من الاكتئاب والإرهاق والأفكار الانتحارية والأمراض العقلية الأخرى بمعدلات أعلى بكثير.  على الرغم من إمكانية حصولهم على الرعاية الصحية بشكل أفضل، إلا أنهم غالبا ما يتأقلمون عبر اللجوء إلى السلوكيات مختلة ومؤذية للذات، كما أنهم أقل احتمالية لتلقي الرعاية المناسبة لحالتهم أو حتى إدارك أنهم بحاجة إلى نوع من أنواع التدخل اللازم.
وقد تبين أن التعرض للتنمر والترهيب خلال السنوات التكوينية للتدريب الطبي قد ساهم في هذه العواقب، وقد أفادت دراسة في JAMA بعنوان «الخوف من الوصم بين طلاب الطب» كتبها توماس شوينك وزملاؤه في قسم طب الأسرة بجامعة ميشيغان بالولايات المتحدة الأمريكية أن 53٪ من طلاب الطب الذين أبلغوا عن معاناتهم من مستويات عالية من أعراض الاكتئاب كانوا قلقين من أن الكشف عن اكتئابهم أمرا محفوف بالمخاطر تجاه حياتهم المهنية، كما أفاد 62٪ منهم بأن طلب المساعدة يعني أن مهاراتهم في التأقلم غير كافية، وفقًا للدراسة التي نشرت في سبتمبر 2010. فإن «طلاب الطب يخضعون لمتطلبات غير عادية، ويشعرون أنهم يتخذون قرارات متعلقة بالحياة والموت وأنهم لا يمكنهم أن يخطؤا، وهذا بدوره يشكل ضغطا هائلا بأنه يجب عليهم أن يكونوا مثاليين وأن أي شعور بالتقصير يجعلهم في غاية القلق».

## الأنواع

### طلاب الطب
قد يعاني طلاب الطب من الإساءة اللفظية والإذلال والتحرش (جنسي أو غير جنسي)، وقد يرجع ذلك ربما لحالة الضعف بسبب وضعهم المتدني نسبا في أماكن الرعاية الصحية، في حين يُعتبر التمييز على أساس الجنس والعرق أمرا أقل شيوعًا.
أفاد طلاب الطب في إحدى الدراسات أن حوالي 35٪ منهم تعرضوا للتنمر، وأن واحد من كل أربعة (من بين 1000 طالب تم استجوابهم) تعرض للتخويف من قبل طبيب. وعلاوة علي شيوع التنمر بين طلاب الطب، فقد تتضمن مظاهره ما يلي: 
- الإذلال من قبل المعلمين أمام المرضى أو أمام الزملاء
- جعل الطالب ضحية لعدم انتمائه لـ«عائلة طبية» (حيث أنه غالبًا ما يكون لدى الأشخاص الملتحقين بكلية الطب أخًا أكبر يسعى للحصول على درجة علمية أو تربطه علاقات مع أفراد آخرين في مهنة الطب ما يمنح العلاقة العائلية درجة من الحماية أو التأثير الخاص، وتحديدا داخل التخصصات الأكاديمية)، وقد تمتد هذه الممارسات إلى إجراءات القبول بالكلية والتي تتأثر بعوامل بعيدة عن المزايا الجوهرية للمرشحين، مثل كونه معروفا لدى أعضاء هيئة التدريس أو الشخصيات الطبية المعروفة.[24] [25]
- وضعه تحت ضغط لتنفيذ إجراء معين دون إشراف.
- التعرض للنبذ من قبل طلاب الطب الآخرين بسبب طرح الأسئلة (نظرًا لأن المحتوى الطبي يربك بعض الطلاب).

وقد يمتد التنمر إلى طلاب الدراسات العليا. 

### أطباء مبتدئين (متدربين)
في دراسة بريطانية أفاد 37٪ من الأطباء المتدربين بأنهم تعرضوا للتنمر في العام السابق، و84٪ منهم تعرضوا لحادثة تنمر واحدة على الأقل، وقد كان الأطباء السود والآسيويون أكثر عرضة للتنمر من غيرهم، كما كانت الطبيبات أكثر عرضة للتنمر من الأطباء. 
يتطور الأطباء المتدربين الذين يشعرون بالتهديد في مكان العمل بشكل أقل فعالية ويقل احتمال طلبهم للنصيحة أو المساعدة عندما يحتاجون إليها. كما يؤدي النقد المستمر والمدمر والتعليقات الساخرة والإذلال أمام الزملاء إلى فقدان المتدربين للثقة في أنفسهم.
كما قد يشعر الاستشاريون الذين يشعرون بالاحتراق النفسي المهني والاغتراب بسخطهم على زملائهم الصغار. 
أثارت مقابلة الوداع مع السير إيان كينيدي اهتمامًا إعلاميًا كبيرًا بعد تصريحه بأن التنمر يُمثل مشكلة «كاوية تآكلية» يجب معالجتها.  

### الطب النفسي
يعاني متدربو الطب النفسي من معدلات تنمر مساوية لمعدلات باقي الأقسام الأخرى، وأفادت دراسة استقصائية للمتدربين في الطب النفسي في وست ميدلاندز أن 47٪ من الطلبة عانوا من التنمر خلال العام الماضي، مع ازدياد المعدل بين الأقليات العرقية والإناث. وقيل أنه لا يُطلب من الأطباء النفسيين المؤهلين أن يخضعوا للتقييم النفسي. 

### المرضى والممرضات
وُجد عدد غير قليل من حالات ثبت فيها تنمر أو تحرش جنسي من قبل بعض الأطباء بالمرضى والممرضات. 

وبالحديث عن ميل العديد من الأطباء للتنمر على الممرضات، كتبت تريزا براون: 
 ... لا يظهر التنمر الأكثر ضررًا بشكل واضح ولا يتطابق مع الصورة النمطية للجراح الذي يعاني من نوبة غضب في غرفة العمليات، لكن التنمر الأكثر تدميرا يأخذ شكل سلبي، مثل عدم الرد على أجهزة النداء أو المكالمات الهاتفية، ويميل هذا التنمر نحو الخفية: فيأخذ شكل التعالي بدلاً من الإساءة الصريحة، والملاحظات العدوانية أو الساخرة بدلاً من الإهانات المباشرة. 

### التمريض
تعاني الممرضات من التنمر بشكل متكرر.  ويُعتقد أن العدوان البديل (الجوانب النفسية للتنمر مثل الترهيب) أمر شائع. وقد تمت دراسته بين الفتيات ولكن ليس لم يستفض البحث فيه مع النساء البالغات.

## روابط خارجية
- التنمر والمضايقة في الجمعية الطبية البريطانية
- بيان WMA حول التنمر والمضايقة داخل المهنة في الجمعية الطبية العالمية